# アッシュトレイ・ベイスン
アッシュトレイ・ベイスン（英語: Ashtray Basin）（南緯77度52分 東経160度58分 / 南緯77.867度 東経160.967度）は、ヴィクトリアランドにあるアリーナ・ヴァレーの上端近郊に位置する小さな盆地である。1966年から1967年にこの地域で活動したオーストラリアのニューサウスウェールズ大学のフィールドパーティにより名付けられた。この名前はその場所の特徴的な形状を説明していると報告されている。